# Дебати

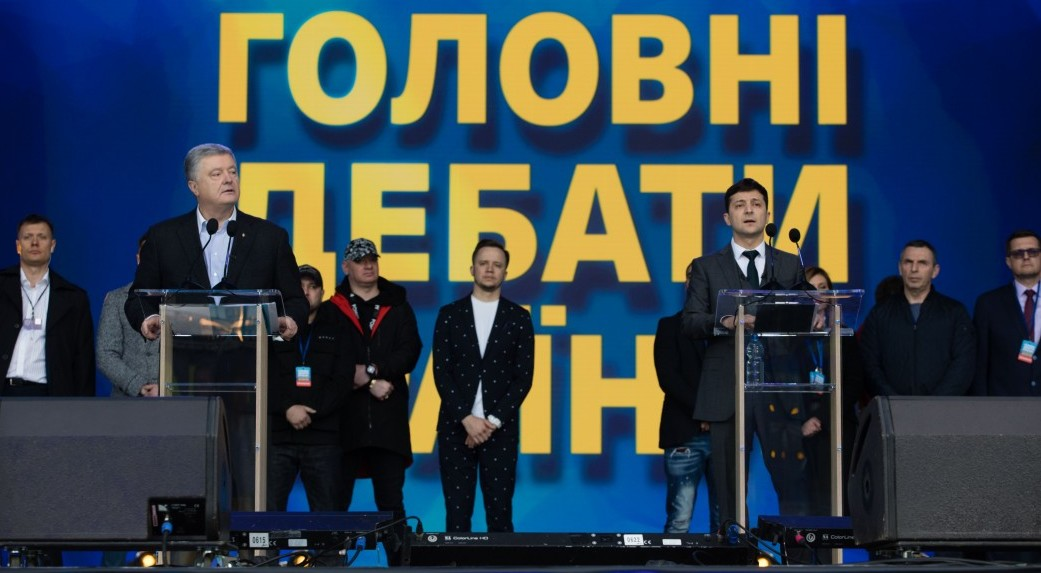
Дебати між кандидатами на посаду Президента України Петром Порошенком та Володимиром Зеленським

Деба́ти (фр. debat) — чітко структурований і спеціально організований публічний обмін думками між двома сторонами з актуальної теми. Цей різновид публічної дискусії учасники дебатів спрямовують на переконання у своїй правоті третьої сторони, а не одне одного. Тому вербальні та невербальні засоби, що використовуються учасниками дебатів, мають на меті отримання певного результату — сформувати у слухачів позитивне враження від власної позиції.
Популярність дебатів сьогодення пов'язана з політичними дебатами. Першими телевізійними дебатами були теледебати між Дж. Кеннеді та Р. Ніксоном у ході передвиборчої президентської кампанії в США в 1960 році. Можна сказати, що після цього дебати міцно ввійшли в політичне життя як на американському континенті, так і в Європі. Перші теледебати в Україні також викликали велику зацікавленість.

## Політичні дебати

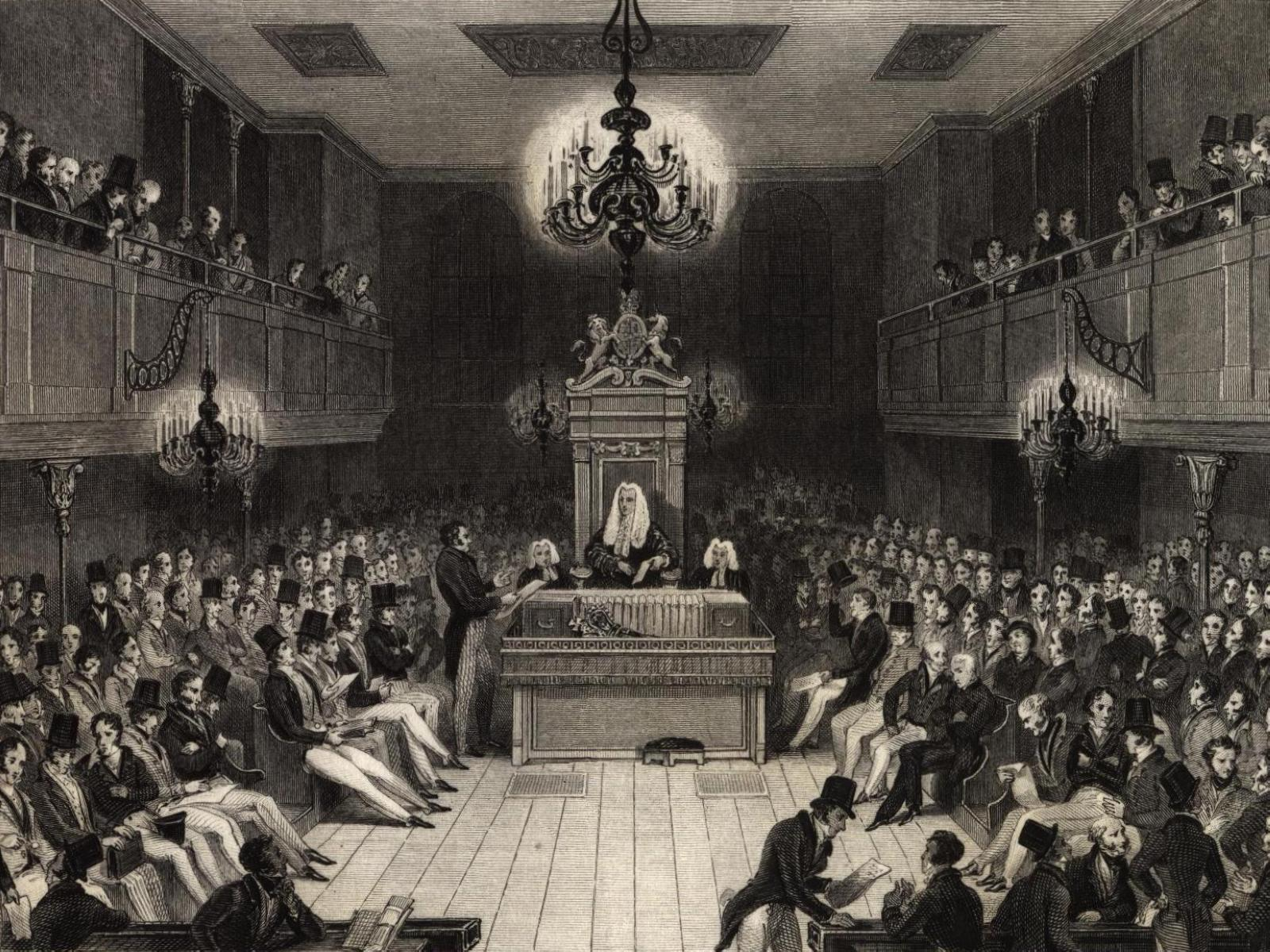
Засідання палати громад британського парламенту (1834)

Історія політичних дебатів починається з античної Греції, коли дебати використовували як демократичний метод обговорення законів. Сучасні політичні дебати засновані на дебатах у британському парламенті, що веде свою історію з 1265 р.
В США протягом президентських виборів стало традицією проведення дебатів між основними кандидатами від Демократичної та Республіканської партій. Основні теми таких дебатів — найсуперечливіші проблеми сьогодення. Роль цих дебатів така, що кажуть «elections can be won or lost based on these debates» (вибори можуть бути виграні чи програні на основі цих дебатів).
У листопаді та грудні 2004 р. відбулися одні з найвідоміших політичних дебатів в Україні — між тодішніми кандидатами на посаду Президента України Віктором Ющенком і Віктором Януковичем.
19 квітня 2019 року дебати відбулися між Петром Порошенком та Володимиром Зеленським на Олімпійському стадіоні Києва.

## Судові дебати
Судові дебати — самостійна частина судового розгляду, що наступає після закінчення судового слідства (у кримінальному процесі) чи з'ясування обставин і перевірки їх доказами (у цивільному процесі); у ній суб'єкти процесу підбивають підсумки тому, що мало місце на судовому слідстві, аналізують досліджені процесуальні докази. Учасники дебатів не вправі посилатися у своїх виступах на докази, що не були предметом розгляду. При необхідності вони можуть клопотати про поновлення судового слідства. Суд не має права обмежувати тривалість судових дебатів. Починає судові дебати сторона обвинувачення (обвинувальна промова прокурора у кримінальному процесі) або позивач в інших видах судового процесу. Право останньої репліки в них завжди належить підсудному та захисникові(у кримінальному процесі) чи відповідачеві та його представникові (у цивільному процесі).
Судові дебати — найважливіша частина судового розгляду, в якій учасники процесу визначають належність до справи, допустимість, достовірність і достатність досліджуваних у ході судового слідства доказів, визначають установлення або не установлення обставин, що належать до предмета доказування, дають юридичну оцінку і кваліфікацію діяння, яке ставиться підсудному в провину, викладають свої міркування по суті питань, що підлягають вирішенню судом при постановленні вироку. Учасники судового провадження мають право в судових дебатах посилатися лише на ті докази, які були досліджені в судовому засіданні. 
Моделювання судової промови припускає логічний і психологічний розрахунок.
Початок має зачепити слухачів, привернути увагу до оратора і підготувати слухачів до сприйняття його доводів. Штампованих фраз, банальних питань, загальновідомих відомостей, нудних словосполучень варто уникати. Небезпечно починати промову в патетичному тоні – спробуйте його утримати. Мудріше, коли експресивне звучання промови має тенденцію до посилення в міру вимови. Допомогу у виборі початку можуть надати вдалі афоризми, цікаві висловлення опонентів, парадокси, притчі, життєві мудрості.
Слід дотримуватись одного з найважливіших принципів композиції судової промови — принципу посилення: доводи й докази, експресивні прийоми подаються від менш важливих і яскравих до більш значущих та сильних (за зростанням їхнього впливу); найсильніші засоби переконання використовуються наприкінці промови. Закінчення промови має бути твердим, переконливим і, що не менш важливо, коректним.
У висновку може варіюватися думка, висловлена ще у вступі. Ф. Н. Плевако одну зі своїх промов закінчив так: «Я не кажу про провину або невинуватість. Я кажу про невідомість відповіді на фатальне питання справи. Коли треба вибирати між життям і смертю, то всі сумніви повинні вирішуватися на користь життя. Таке веління закону і таке моє прохання».
Репліки (від лат. replico — заперечую) — частина дебатів сторін, що полягає в запереченнях, якими обмінюються сторони в судовому процесі після проголошення основних промов і з приводу сказаного в них.

## Дебати як гра

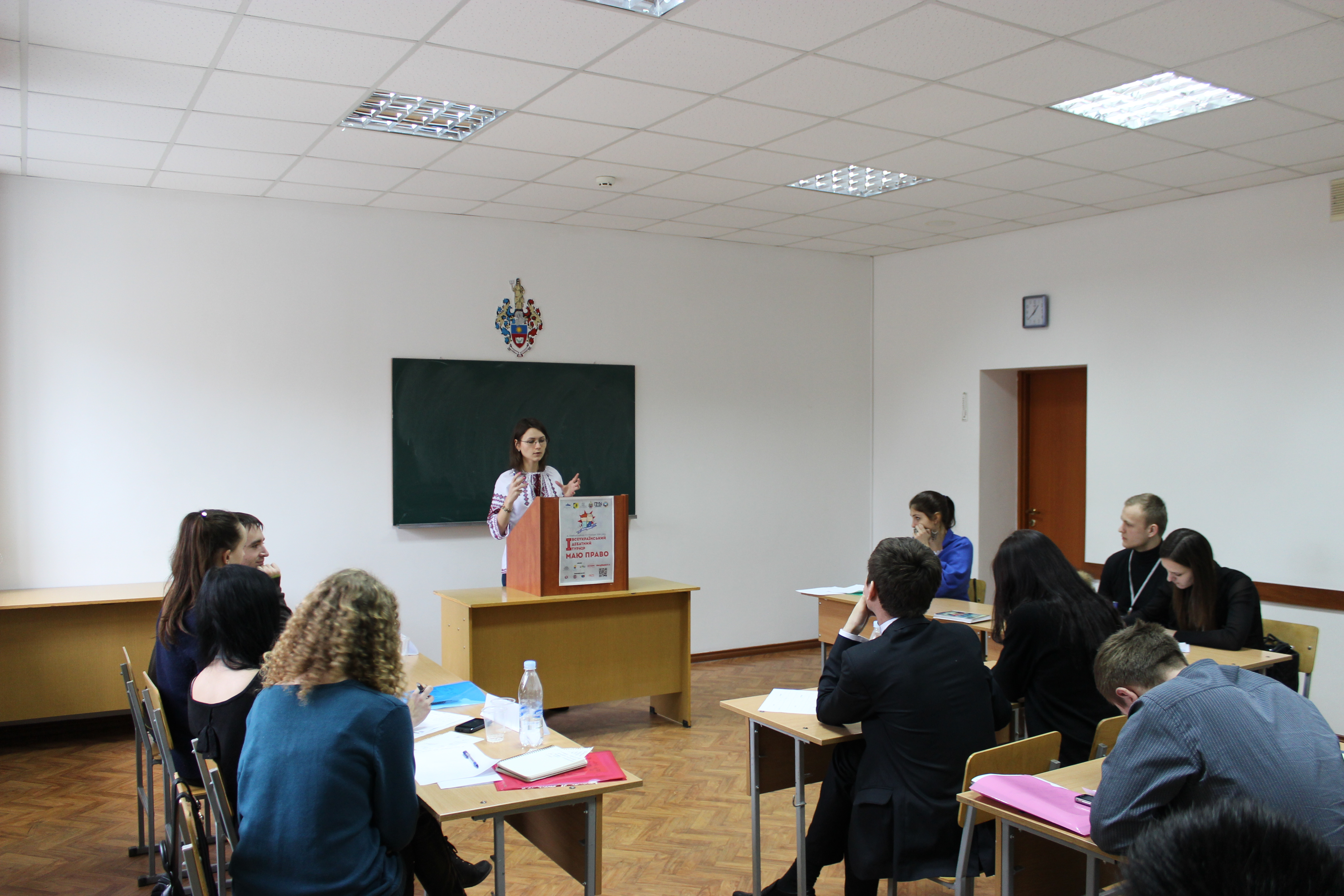
Гра у британському форматі парламентських дебатів. Хмельницький.

Дебати — командна, рольова інтелектуальна гра, суть якої полягає в тому, що обрані команди аргументовано доводять тезу, запропоновану до обговорення, а інші — опонують їй.
Як гра — дебати демократичні, оскільки передбачають чесність, рівність можливостей, повагу до опонента, толерантність і, одночасно, критичне мислення. Участь у дебатах, зокрема навчальних, дає учасникам змогу відчути переваги такого способу обговорення дискусійних питань.
Обов'язок кожної з команд кваліфіковано та в межах певних часових рамок представити свою позицію, власні аргументи «за» чи «проти». Гру оцінює суддя або колегія суддів, які визначають переможця в раунді.

### Історія
В Україні дебати з'явилися 1994 року, коли міжнародним фондом «Відродження» була започаткована програма «Дебати Карла Поппера».
Наразі однією з небагатьох організацій, яка розвиває дебати в Україні, є ГО "Нове бачення", ВМГО «Федерація дебатів України». Також функціонує ВМГО «Дебатна Академія»

### Роль і місце дебатів
Аналогом для побудови навчальних дебатів стали судові та політичні дебати. Учасники, що беруть участь у таких дебатах, готують себе до активної участі у житті громади, суспільства, держави, в якій вони живуть.

### Формати
- Парламентські дебати за американським форматом
- Парламентські дебати за британським форматом
- Дебати Карла Поппера
- Політичні дебати
- Дебати Лінкольна-Дугласа
- Модель ООН
- Відкриті дебати
- Менеджер-формат
- Формат Теда Тернера
- Управлінський поєдинок

### Цікаві факти

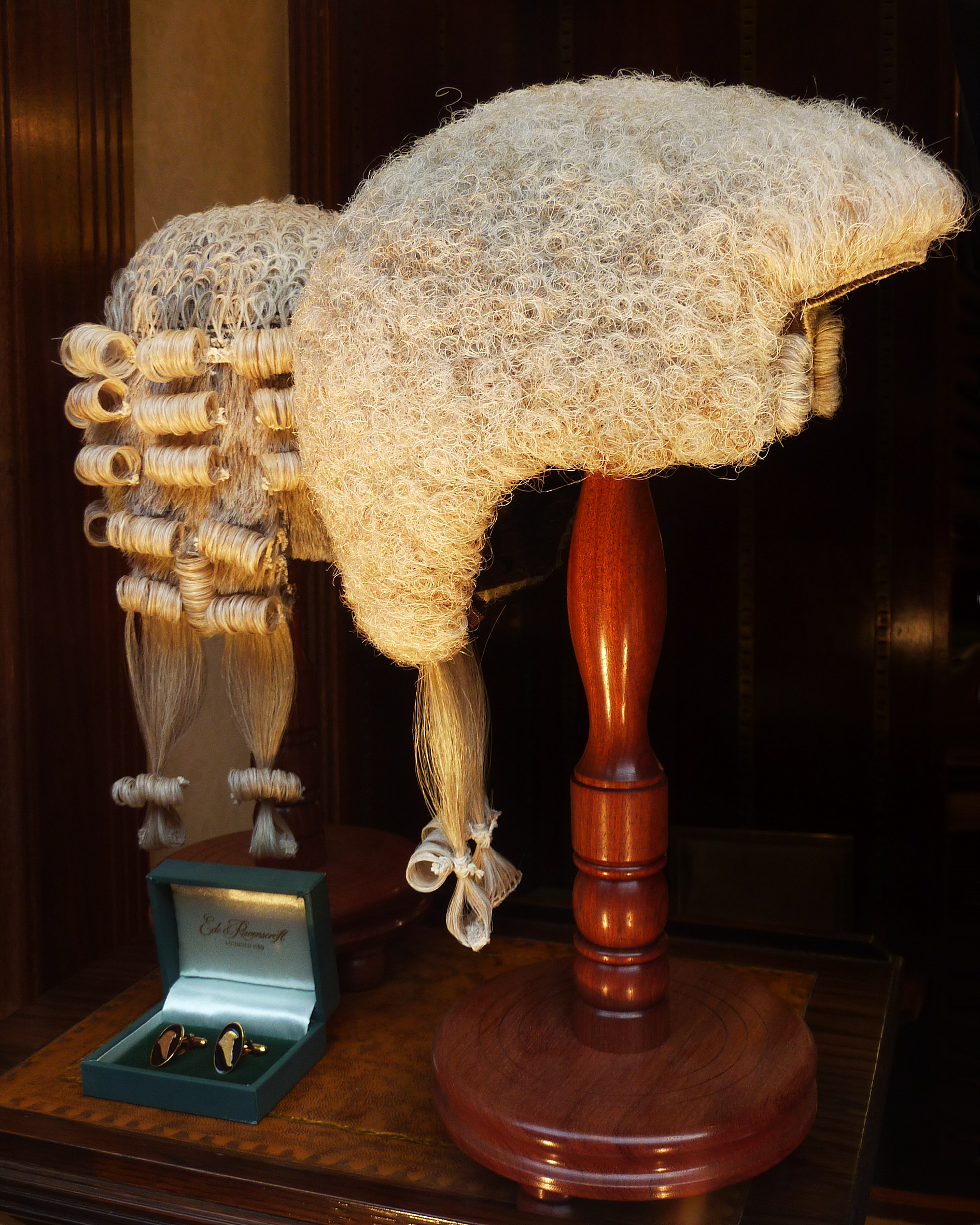
Перука члена Палати лордів британського парламенту

Під час звернення із запитанням (зауваженням тощо) в навчальних дебатах прийнято одну руку підняти, а іншою триматися за потилицю — це данина історії. В палаті лордів британського парламенту під час звернення таким чином парламентар притримував власну перуку.